# Das Königslied
Das Königslied, med inledningsorden "Ein König ist der Wein", är en tysk sång komponerad för fyrstämmig manskör av Adolf Eduard Marschner till text av Franz von Kobell.
Sången är vanlig som dryckesvisa  bland svenska manskörer, ibland sjungen med en svensk text i andra versen, skriven av okänd författare.